# Lampasz
Lampasz – jezioro w woj. warmińsko-mazurskim, w pow. mrągowskim, w gminie Sorkwity, 10 km na południowy zachód od Mrągowa, leżące na terenie Pojezierza Mrągowskiego. Dorzecza jeziora to: Krutynia, Pisa, Narew, Wisła.
Powierzchnia zwierciadła wody według różnych źródeł wynosi od 81,0 ha do 88,2 ha.
Zwierciadło wody położone jest na wysokości 132,7 m n.p.m. lub 133,0 m n.p.m. Średnia głębokość jeziora wynosi 4,9 m, natomiast głębokość maksymalna 21,5 m lub 21,7 m.
Na północy jezioro łączy się krótkim, wąskim przesmykiem z Jeziorem Lampackim, natomiast z południowego krańca wypływa struga Sobiepanka (odcinek Krutyni). Od północy z okolic Jędrychowa do jeziora dopływa niewielki ciek. Zbiornik jest objęty strefą ciszy. Przez jezioro prowadzi szlak kajakowy na rzece Krutyni. Znajdują się nad nim trzy ośrodki wypoczynkowe, pensjonat i pole namiotowe, jezioro jest użytkowane rekreacyjnie.
Na podstawie badań przeprowadzonych w 1997 roku wody jeziora zaliczono do III klasy czystości. Wykazały one obniżoną jakość wód. Wiosną wody w jeziorze były wymieszane i dobrze natlenione, latem w górnej części epilimnionu było pełne natlenienie lub przesycenie tlenem, w części sięgającej dna tlen występował w niewielkiej ilości. Lampasz wykazuje podatność na degradację, korzystny jest jedynie sposób zagospodarowania zlewni bezpośredniej (różnorodność).
Według urzędowego spisu opracowanego przez Komisję Nazw Miejscowości i Obiektów Fizjograficznych (KNMiOF) nazwa tego jeziora to Lampasz. W różnych publikacjach i na mapach topograficznych jezioro to występuje pod nazwą Łapinóżka.